# Podatek Pigou

Arthur Pigou

Podatek Pigou – podatek nakładany w celu skompensowania negatywnych efektów zewnętrznych. 

## Opis
Nazwa podatku pochodzi od nazwiska brytyjskiego ekonomisty, Arthura Pigou, który jako pierwszy rozpatrywał problem efektów zewnętrznych i zaproponował sposób na redukcję ich negatywnych skutków przez zastosowanie korekcyjnego podatku.
Efekty zewnętrzne to skutki uboczne działalności gospodarczej – zyski i koszty, które ponoszą inne podmioty niż ten, który je tworzy. Są one ważnym czynnikiem powstawania zawodności rynku. Negatywnym efektem zewnętrznym są na przykład różnego rodzaju zanieczyszczenia środowiska – nie są one ograniczone do obszaru w którym powstają, lecz są szeroko rozproszone w otoczeniu. Pozytywnym przykładem może być generowanie dóbr publicznych, wiedzy naukowej, otwartego oprogramowania lub Wikipedii, których wartość wykracza poza prywatny interes twórców, i służy również użytkownikom, którzy nie ponieśli z tego tytułu żadnego kosztu. Równowaga rynkowa powstaje w oparciu o indywidualny rachunek ekonomiczny podmiotów optymalizujących bezpośrednio ponoszone przez siebie koszty i zyski. Obecność efektów zewnętrznych w gospodarce nie jest uwzględniana w tej dynamice, i utrudnia osiągnięcie globalnie optymalnej efektywności (w sensie Pareto lub Kaldora-Hicksa). W praktyce oznacza to gospodarczą nadprodukcję negatywnych efektów i deficyt efektów pozytywnych. Skala tej zawodności może być bardzo poważna, jak w przypadku nadwyżki gazów cieplarnianych prowadzącej do globalnych zmian klimatycznych.
Podatek Pigou służy kompensowaniu tego problemu i dynamicznemu zbliżeniu równowagi rynkowej na powrót do optimum, poprzez zawarcie w cenach działań ekonomicznych ukrytej wartości efektów zewnętrznych. Podobnie do podatku, można wprowadzić dopłatę Pigou dla aktywności, które tworzą korzyść publiczną, niedocenianą w ujęciu ograniczonym do interesu prywatnego. Ponieważ jest to rozwiązanie zasadniczo wolnorynkowe, sprzyja dynamicznemu wolnorynkowemu odnajdywaniu optimum, i unika niedoskonałości charakterystycznych dla rozwiązań problemów społecznych przez bardziej sztywne centralne regulacje.
Słowami ekonomisty D. Autora: „Opodatkowanie negatywnych efektów zewnętrznych zmniejsza zniekształcenia gospodarcze; podatki nakładane na pracę je zwiększają. To podatkowy odpowiednik darmowego lunchu”. 

## Przykłady praktyczne

### Podatek węglowy
Podatek węglowy jest neutralnym fiskalnie podatkiem pobieranym od paliw, proporcjonalnie do tworzonych przy ich używaniu emisji dwutlenku węgla. Jest on stosowany m.in. na Islandii, w Szwecji, Szwajcarii, Holandii i Norwegii. Służy ekonomicznemu zniechęcaniu do korzystania ze szkodliwych dla środowiska paliw, i zachęcaniu do transformacji ekonomicznej w kierunku ekologicznej energetyki. Jest to przykład podatku Pigou, oraz podatku ekologicznego.

### Podatek cukrowy
Podatek cukrowy jest nakładany na szkodliwe dla zdrowia napoje słodzone, w celu redukcji ich spożycia, poprawy zdrowia publicznego i obniżenia kosztów opieki zdrowotnej. Jest on stosowany m.in. w Polsce, we Francji i w Meksyku.

## Ujęcie ekonomiczne
Za optymalny w sensie Pareto można uważać taki stan gospodarki, w którym niemożliwa jest poprawa położenia danego podmiotu bez jednoczesnego pogorszenia położenia innych podmiotów.
Efekty zewnętrzne występują wówczas, gdy w gospodarce opartej na zdecentralizowanych procedurach regulacyjno-optymalizacyjnych występują niedostateczne bodźce do tworzenia efektywnych rynków i czynników produkcji. Prowadzi to do sytuacji, w której równowaga rynkowa nie spełnia warunków optimum Pareto.
Indywidualne funkcje użyteczności bądź funkcje produkcji podmiotów działających w tej gospodarce zawierają zmienne, których działanie, kształtując w rzeczywistości przebieg tych funkcji, nie zależy od danych podmiotów.
Analiza kosztów i korzyści to metoda porównywania i oceny pełnych kosztów i korzyści dla społeczeństwa i ekosystemów, związanych z określoną działalnością, obejmujących zarówno jej materialne, jak i niematerialne koszty oraz korzyści. 
Pojęcie to zwykle wykorzystuje się dla określenia procesu ilościowej oceny ekonomicznej konkretnych przedsięwzięć lub strategii, a także rezultatów działalności gospodarczej.
Z punktu widzenia ogólnogospodarczej racjonalności przedsięwzięcie/strategia może być realizowane/kontynuowane dotąd, jak długo występują marginalne korzyści netto. Oznacza to, że podmiotom otrzymującym korzyści z realizacji/kontynuacji, po zrekompensowaniu kosztów podmiotom doznającym niekorzyści z tego tytułu, pozostaje jeszcze pewna korzyść. Odpowiada to potencjalnej poprawie sytuacji według kryterium optimum Pareto.
Optymalny poziom zanieczyszczenia wyznacza zrównanie prywatnych marginalnych korzyści netto emitenta zanieczyszczenia z wielkością marginalnych kosztów zewnętrznych przez to zanieczyszczenie powodowanych. 
Poziom redukcji zanieczyszczeń, przy którym wystąpi maksymalizacja dobrobytu wyznacza zrównanie marginalnych koszty redukcji emisji z marginalnymi kosztami zewnętrznymi. Internalizacja kosztów zewnętrznych za pomocą podatku Pigou oznacza przypisanie tych kosztów ich sprawcom. 
Podatek Pigou odpowiada wielkości marginalnych kosztów zewnętrznych przy optymalnym ze społecznego punktu widzenia poziomie aktywności ekonomicznej podmiotu-sprawcy zanieczyszczenia. Za pomocą podatku Pigou następuje ustalenie optymalnego poziomu emisji poprzez redukcję poziomu aktywności ekonomicznej lub zastosowanie technicznych metod redukcji emisji. 

### Stawka podatku Pigou
Stawka tego podatku powinna uwzględniać kontekst istniejącego systemu podatkowego, i zastane zniekształcenia ekonomiczne, które nowa danina może przez sprzężenie zwrotne zwielokrotnić. Najbardziej efektywna może być wartość niższa niż teoretyczny koszt społeczny konkretnego efektu zewnętrznego. Ważne jest to, w jaki sposób podatek ten jest neutralizowany – który instrument jest obniżany w zamian. W analizie dla gospodarki amerykańskiej wykonanej przez konserwatywne NGO, rezultatem wprowadzenia podatku węglowego może być w zależności od powyższej decyzji, zarówno długoterminowy wzrost, jak i spadek PKB.
Alternatywną metodą analizy problemu efektów zewnętrznych jest teoremat Coase'a.

## Poparcie
Ekonomista neokeynesowski N.G. Mankiw prowadzi nieformalny „klub Pigou”, tj. listę osób które wyraziły poparcie dla szerszego stosowania podatków Pigou w praktyce. Znajduje się na niej kilkaset osób, m.in. przedsiębiorcy Elon Musk, Bill Gates i Michael Bloomberg, czy ekonomiści Daron Acemoğlu, Alan Greenspan, Paul Krugman, Arthur Laffer, William Nordhaus, Jeffrey Sachs i Joseph Stiglitz.